# José Ignacio Pérez Sáenz
José Ignacio Pérez Sáenz, né le 7 novembre 1951 à Calahorra, est un homme politique espagnol membre du Parti socialiste ouvrier espagnol (PSOE). Il est président de La Rioja entre 1990 et 1995.

## Biographie

### Un universitaire en politique
Après avoir obtenu une licence de droit à l'université de Barcelone, il devient professeur d'introduction au droit au sein de l'université nationale d'enseignement à distance (UNED).
À l'occasion des élections municipales du 3 avril 1979, il est candidat indépendant sur la liste socialiste à Calahorra, dans la province de Logroño. Il adhère au Parti socialiste ouvrier espagnol en 1981.

### Du gouvernement régional à l'opposition
Il se présente ensuite à l'élection régionale du 8 mai 1983, renonçant par la même occasion à un nouveau mandat municipal. Élu à la Députation générale, il est nommé au gouvernement par le socialiste José María de Miguel le 6 juin suivant, au poste de conseiller à l'Éducation, à la Culture et aux Sports.
Il est réélu député régional au cours de l'élection régionale du 10 juin 1987 tandis que les socialistes perdent le pouvoir. Il est donc relevé de ses fonctions le 30 juillet suivant.

### Président de La Rioja
Après la rupture de la coalition majoritaire dirigée par le conservateur Joaquín Espert, il est choisi par le PSOE et le Parti riojain progressiste (PRP) pour prendre la direction de la communauté autonome. Le 10 janvier 1990, deux jours après l'adoption d'une motion de censure, José Ignacio Pérez Sáenz prend officiellement ses fonctions de président de La Rioja. Il constitue alors un gouvernement de huit membres, dont trois femmes.
À l'élection régionale du 26 mai 1991, il mène le Parti socialiste de La Rioja-PSOE (PSR-PSOE) qui remporte 42,4 % des voix et 16 députés sur 33 à la Députation générale. Il repasse un accord avec le PRP et est investi pour un second mandat le 28 juin.

### Retour dans l'opposition
Il se présente à nouveau à sa succession au cours de l'élection régionale du 28 mai 1995. Il subit une déroute avec 34,1 % et 12 élus, tandis que le Parti populaire (PP) de Pedro Sanz parvient à remporter une courte majorité absolue de 16 députés. Le 6 juillet, il lui cède le pouvoir et devient porte-parole du groupe parlementaire socialiste.
Lors de l'élection régionale du 13 juin 1999, il tente de nouveau sa chance mais ne parvient pas à retrouver le pouvoir, le PSR-PSOE devant se contenter de 35,3 % des suffrages et 13 sièges, alors que le PP en gagne un supplémentaire. Il conserve ensuite son poste de porte-parole parlementaire.

### Sénateur de trois législatures
Il décide de se présenter au Sénat à l'occasion des élections générales du 12 mars 2000 dans la circonscription de La Rioja. Totalisant 60 969 voix, il réalise le quatrième meilleur score régional et est élu. À la chambre haute, pour son premier mandat, il est porte-parole adjoint du groupe socialiste, membre de la députation permanente, deuxième secrétaire de la commission de la Justice et porte-parole adjoint à la commission générale des communautés autonomes. Au mois de septembre, il quitte le Parlement de La Rioja.
Il est réélu sénateur lors des élections générales du 14 mars 2004, avec un score en nette hausse, 78 539 suffrages. S'il continue de siéger à la députation permanente, il est promu premier vice-président de la commission de la Justice et porte-parole à la commission générale des communautés autonomes. En 2007, il devient président de la commission de la Justice.
Il n'a aucune difficulté à se faire réélire au cours des élections générales du 9 mars 2008, puisqu'il recueille 79 141 voix. Pour ce dernier mandat, il garde son siège à la députation permanente, retrouve son poste de premier vice-président de la commission de la Justice, conserve celui de porte-parole à la commission générale des communautés autonomes et obtient celui de porte-parole adjoint à la commission constitutionnelle.
Il ne se représente pas aux élections générales anticipées du 20 novembre 2011, mais il est élu le 27 février 2012 président du PSOE de La Rioja.